# Дальберг, Карл Теодор
Карл Теодор фон Дальберг (нем. Carl Theodor Anton Maria Reichsfreiherr von Dalberg; 8 февраля 1744, Мангейм — 10 февраля 1817, Регенсбург) — последний князь-епископ и государственный деятель Священной Римской империи. Представитель баронского рода Дальбергов. Первый и последний архиепископ Регенсбурга, единственный великий герцог Франкфурта.

## Биография
Дальберг, управляя с 1772 года эрфуртской епархией, привлекал туда лучших писателей, художников, учёных и ремесленников; был другом Виланда и Гёте; много заботился о народном просвещении и о благосостоянии населения. В 1787 году он близко сошёлся с императором Иосифом II и вёл с ним переписку; благодаря его покровительству получил место коадъютора архиепископа майнцского.
В 1800 году Дальберг занял место епископа в Констанце, а через два года сделался архиепископом и курфюрстом майнцским. Пытался по мере сил способствовать объединению Германии если не в политическом, то, по крайней мере, в религиозном отношении, возлагая в этом плане надежды сначала на прусскую корону, а потом на Наполеона. В 1802—1803 гг. занимал вормсскую кафедру.
Когда зарейнская часть его владений отошла к Франции, а остальная была секуляризована (1803), Дальберг сохранил звание архиканцлера и митрополита всей Германии, исключая Пруссию и Австрию. В 1804 году Дальберг ездил в Париж, чтобы обсудить с папою Пием VII дела германской церкви.
Когда Священная империя была упразднена, Дальберг в качестве архиепископа регенсбургского присоединился к Рейнскому союзу с титулом князя-примаса и президента. В 1810 году ему пришлось уступить Регенсбург Баварии, взамен чего он получил графства Ханау и Фульду. Наполеон I сделал его великим герцогом франкфуртским.
Когда Наполеон пал, прелат удалился в Регенсбург, где и умер. Часть его владений унаследовал племянник — герцог Эммерих Йозеф фон Дальберг.